# よこはま新港合同庁舎
よこはま新港合同庁舎（よこはましんこうごうどうちょうしゃ）は、神奈川県横浜市中区新港にある地方合同庁舎。国土交通省や横浜税関などの15官署が入居している。

## 開発・完成までの経緯
当庁舎はみなとみらい地区（新港地区）の9街区に位置しているが、かつては横浜税関新港分関と横浜第一港湾合同庁舎（いずれも1967年頃築）があった場所で、その跡地に建てられている。
これら既存の庁舎に加え、中区海岸通の横浜第二港湾合同庁舎や同山下町の横浜地方合同庁舎など市内の建物に官署が分散し、建物の老朽化に加え執務スペース不足などの課題もあることから当地への移転集約が計画されることとなった。
当地へ移転集約する方針については財務省が2008年度に取りまとめた「庁舎等の移転・再配置計画案（東京23区外）」で最初に示され、翌2009年度には国土交通省が事業計画（横浜地方合同庁舎整備事業、2015年度をめどに10階建ての合同庁舎を建設）を新規採択しているが、リーマン・ショックや東日本大震災などの影響で計画が大幅に遅れることとなった。その後、2016年12月になって2022年度を目処に7階建ての合同庁舎を完成させる新たな計画が明らかとなった。移転集約する官署については当初16官署としていたが、最終的には15官署となっている。
2018年4月より入札を実施し、同年12月に事業者（PFI：BTO方式）を決定した。事業者には戸田建設を代表とするグループ（のちに特別目的会社としてヨコハマしんこうパートナーズ設立）が選ばれている。
再開発に向けて、2019年6月より既存建物の解体工事を実施していたが、2020年2月、敷地内から発見された埋蔵文化財の発掘調査を実施（後節も参照）するため事業者のヨコハマしんこうパートナーズが横浜市に開発事業計画廃止届を提出し、現地にも「開発事業の廃止のお知らせ」が掲示された。しかし、工期に影響はなく予定通り同年9月に工事着手し、2021年2月に本着工、2023年3月末に竣工を迎えている。

## 入居官署
以下の15官署が入居している。なお、京浜港湾事務所は横浜市の要望によりみなとみらい地区の59街区から2023年9月に移転した。また、横浜第二港湾合同庁舎（海岸通）や横浜地方合同庁舎（山下町）からも多くの官署が移転している。
- 横浜税関（通関、保税窓⼝等）
- 東京国税不服審判所横浜支所
- 横浜中税務署
- 横浜公共職業安定所（ハローワーク横浜[28]）
- 横浜地方検察庁分室（特別刑事部）・横浜区検察庁分室
- 横浜保護観察所
- 東京出入国在留管理局横浜支局横浜港分室
- 横浜検疫所
- 植物防疫所研修センター
- 総務省関東管区行政評価局関係
  - 神奈川行政評価事務所
- 経済産業省関東経済産業局関係
  - 横浜通商事務所
- 国土交通省関東地方整備局関係
  - 横浜国道事務所
  - 京浜港湾事務所
  - 横浜営繕事務所
- 東京湾海上交通センター（内港信号所）

## 併設・テナント
敷地の一部に広場を設けるほか、建物内を貫く動線の確保や水際線プロムナード沿いの建物2階に憩いの空間として「しんこうデッキ」も整備されている。
また、以下のテナントや食堂も設置されている。
- ファミリーマート（コンビニ/駐車場棟1階） - 2023年7月オープン。この他、建物内1階南玄関付近にサテライト店（S店）もある[29]。
- よこはま新港合同庁舎 食堂（1階） - 2023年8月グランドオープン、南玄関付近にあり一般利用可能[29]。

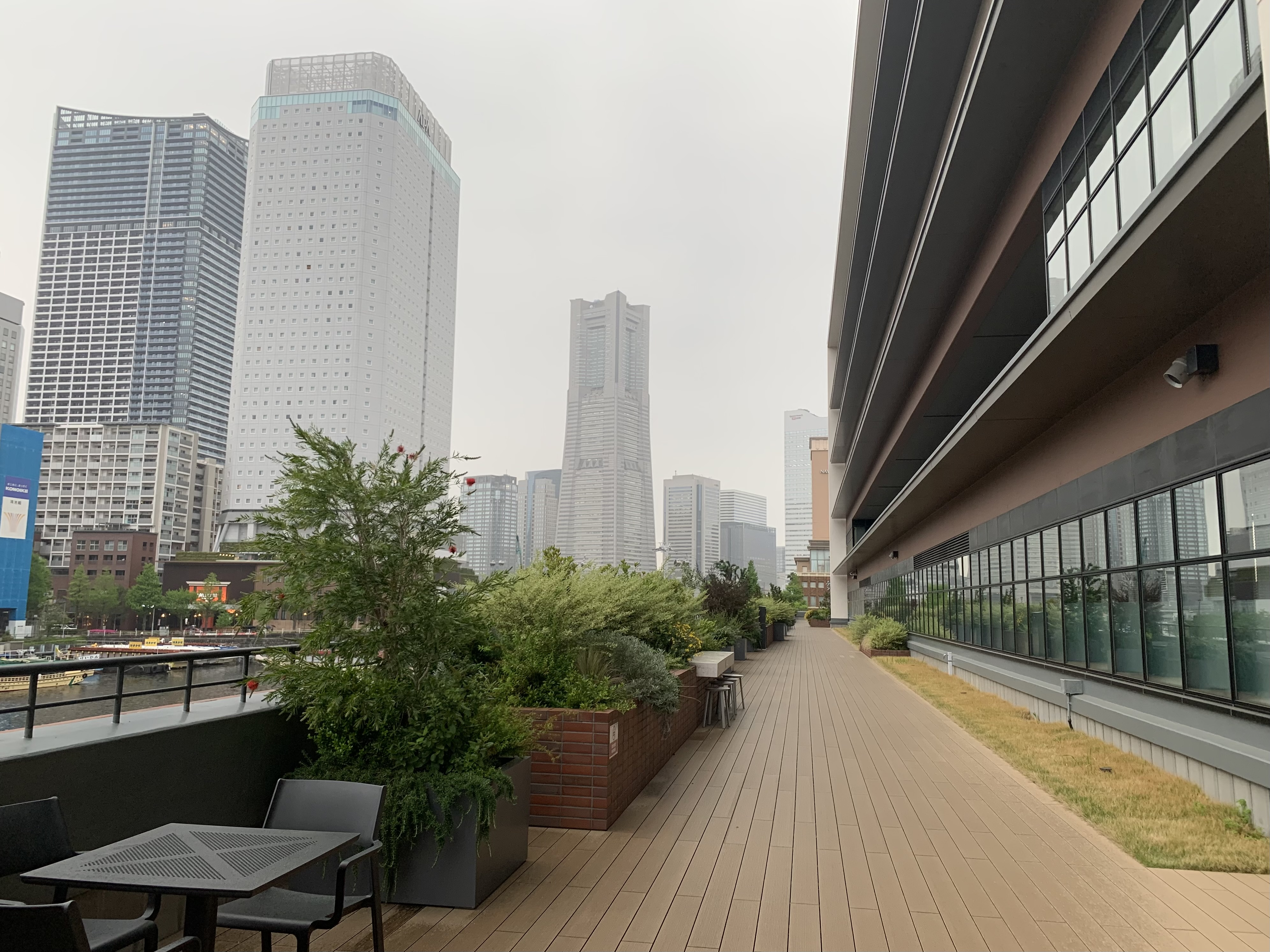
2階のしんこうデッキ （2024年4月撮影）
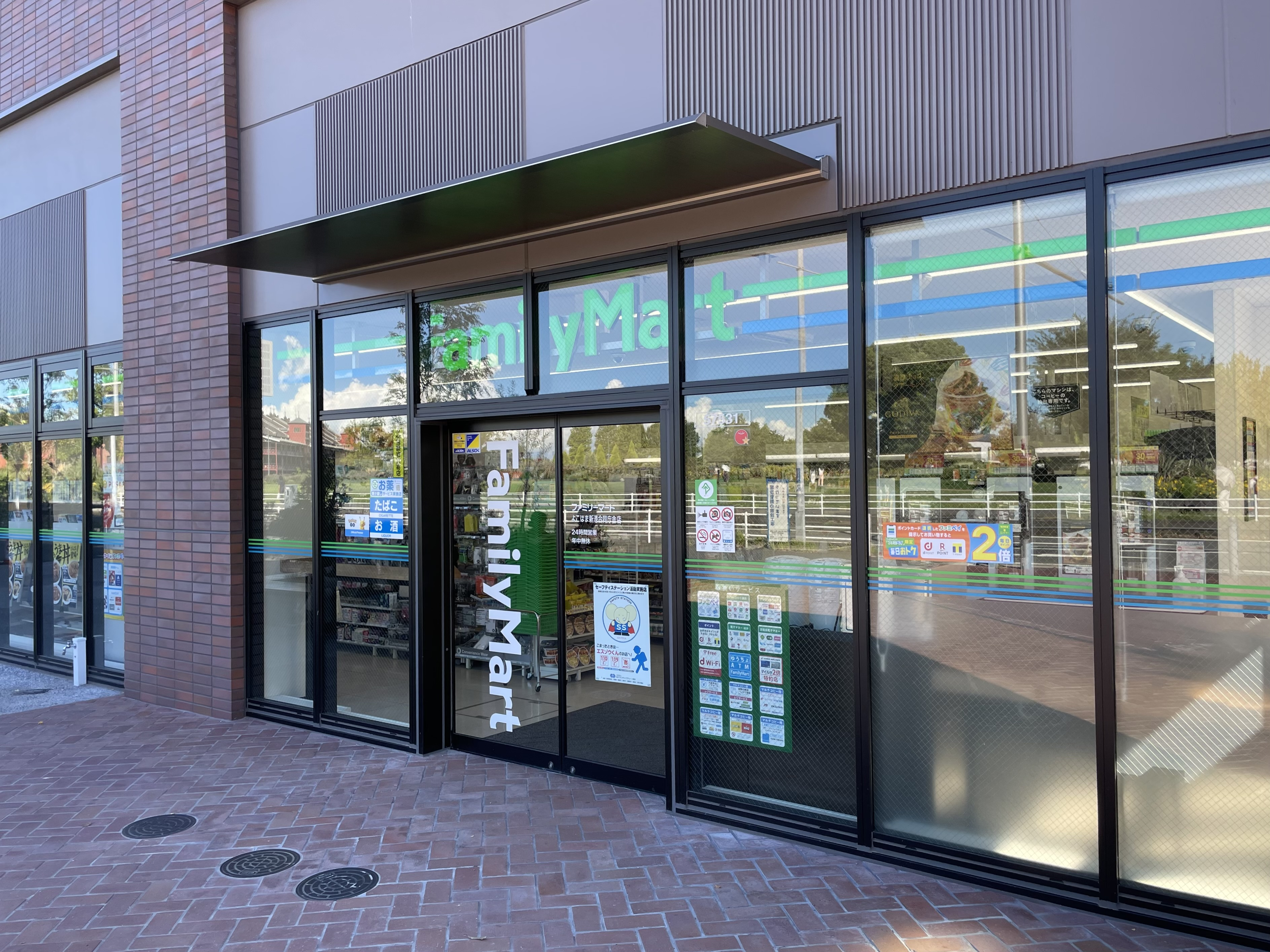
駐車場棟1階のファミリーマート（2023年8月撮影）
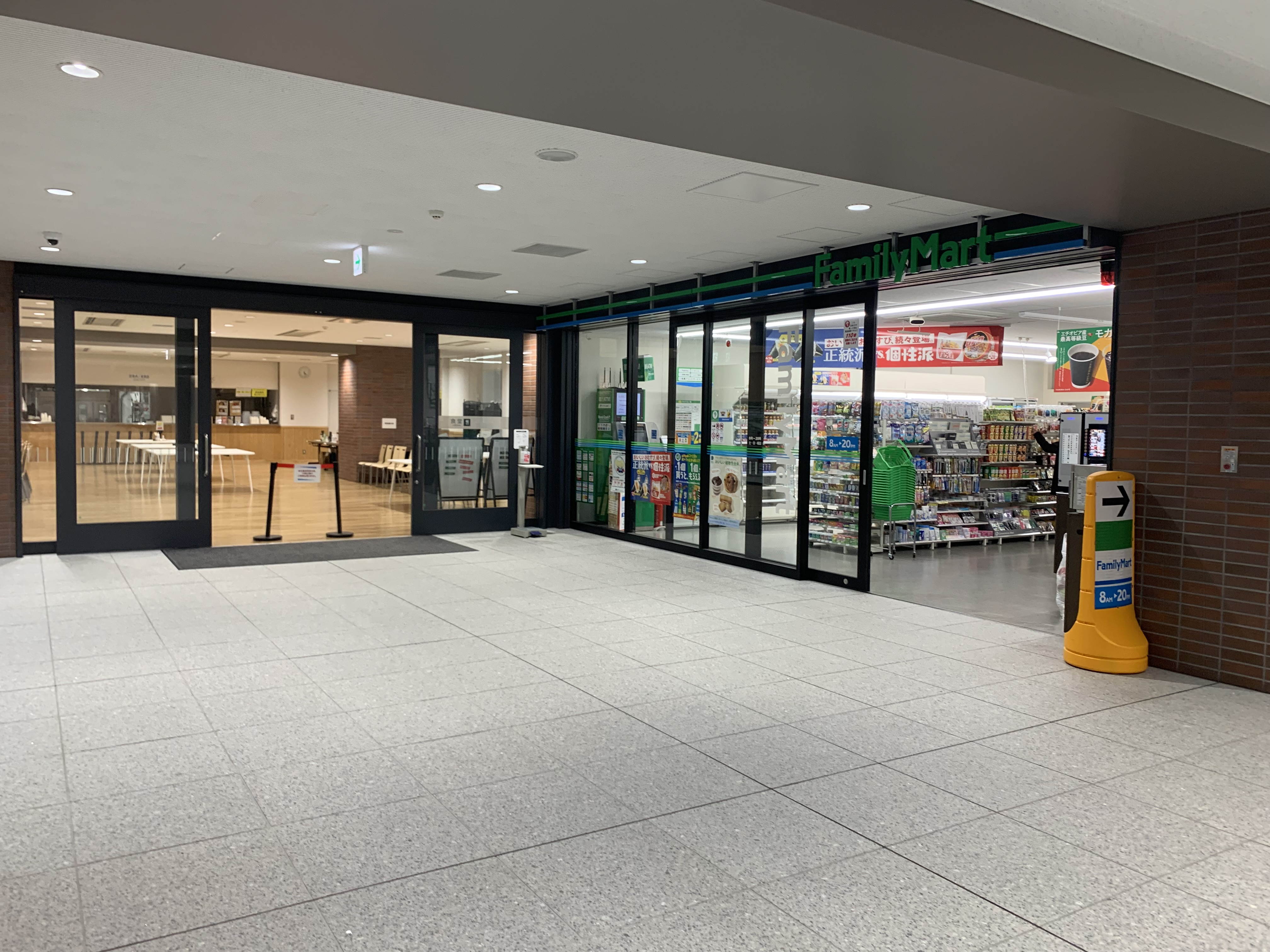
1階の南玄関付近にあるファミリーマートS店と食堂（2024年4月撮影）

## 内港信号所の移設
中区海岸通の横浜第二港湾合同庁舎が解体されることから、2023年12月には京浜港横浜区の内港信号所が当庁舎屋上に移設された。

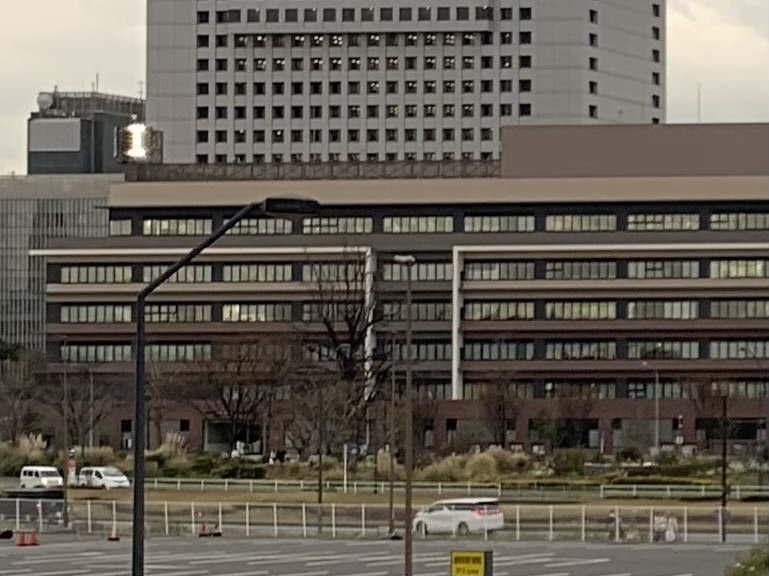
移設された内港信号所、入港可の「I」が表示されている[30] （2024年3月撮影）

## 遺構の展示
当庁舎を建設する前に実施された埋蔵文化財の発掘調査で、敷地内から旧発電所のレンガ基礎や物揚場の石積が発見されており、前者は北側（正面）の歩道沿い、後者は南側の水際線プロムナードに面した外構（南玄関付近）に展示されている。

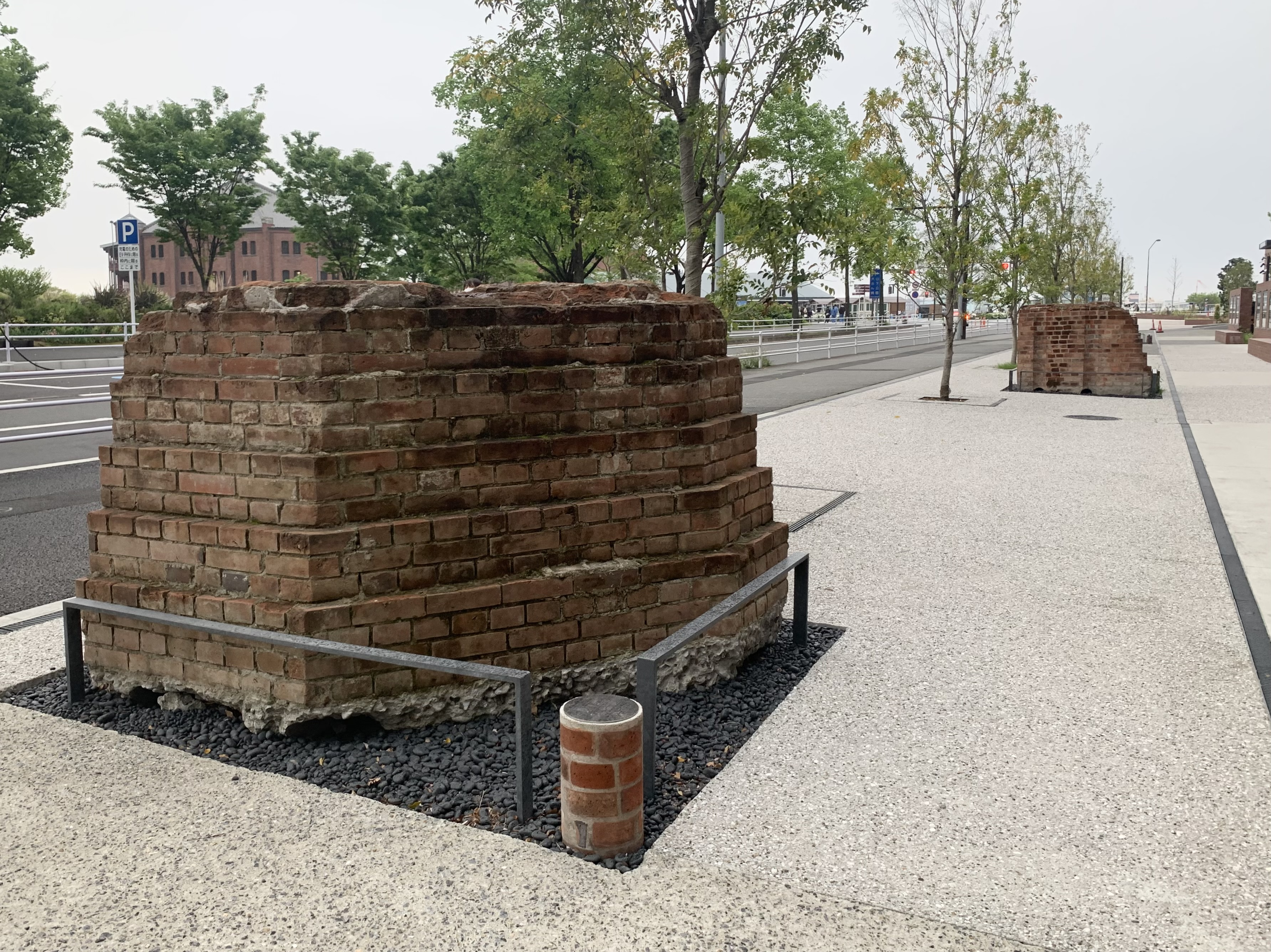
旧発電所のレンガ基礎遺構 （2024年4月撮影）
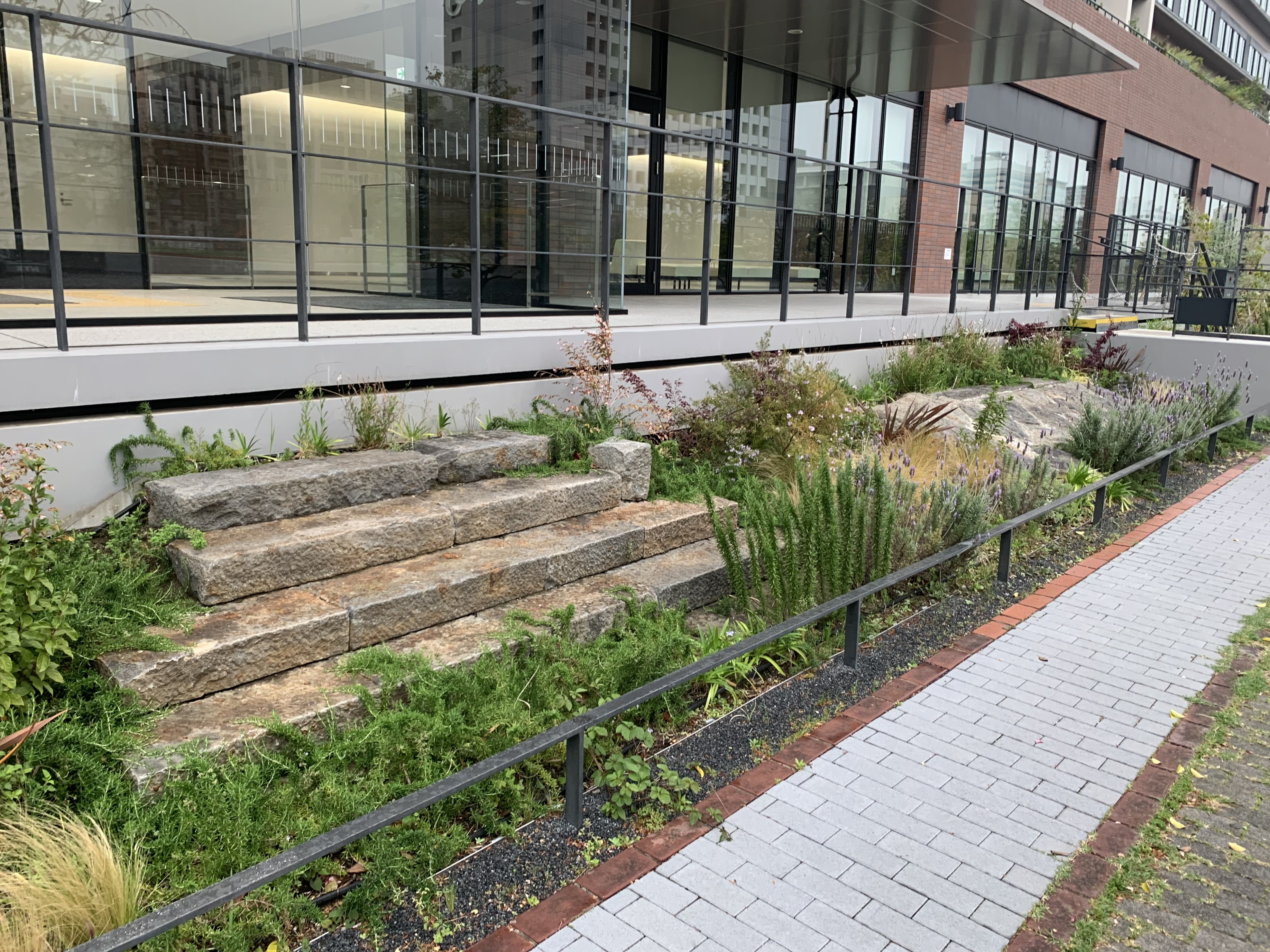
物揚場の石積遺構 （2024年4月撮影）

## アクセス
- みなとみらい線「馬車道駅」下車（4番：横浜ハンマーヘッド・万国橋口）、徒歩5分[34]。

## ギャラリー

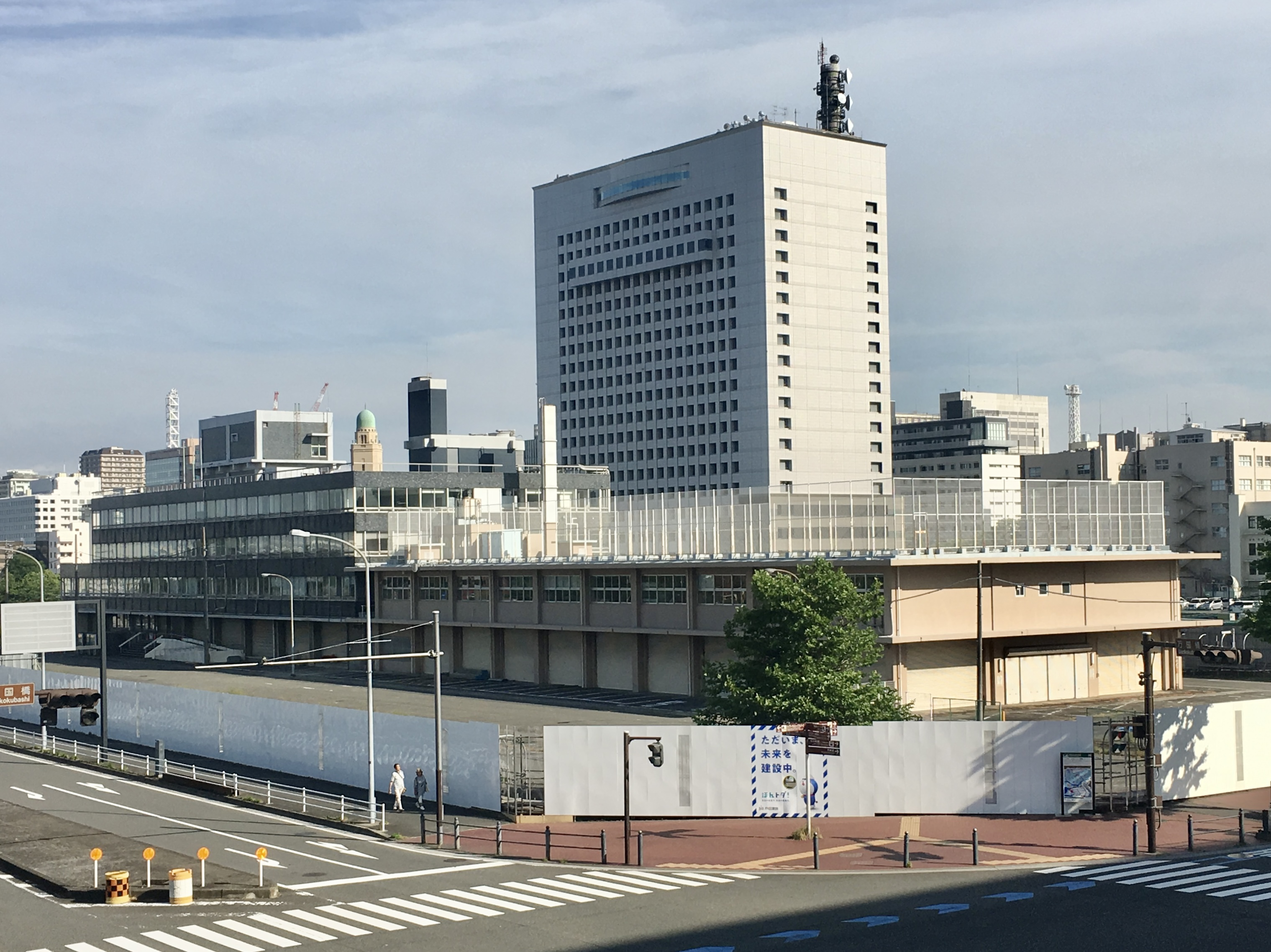
当地にあった横浜税関新港分関 (右)と横浜第一港湾合同庁舎 (左) （解体直前の2019年6月撮影）
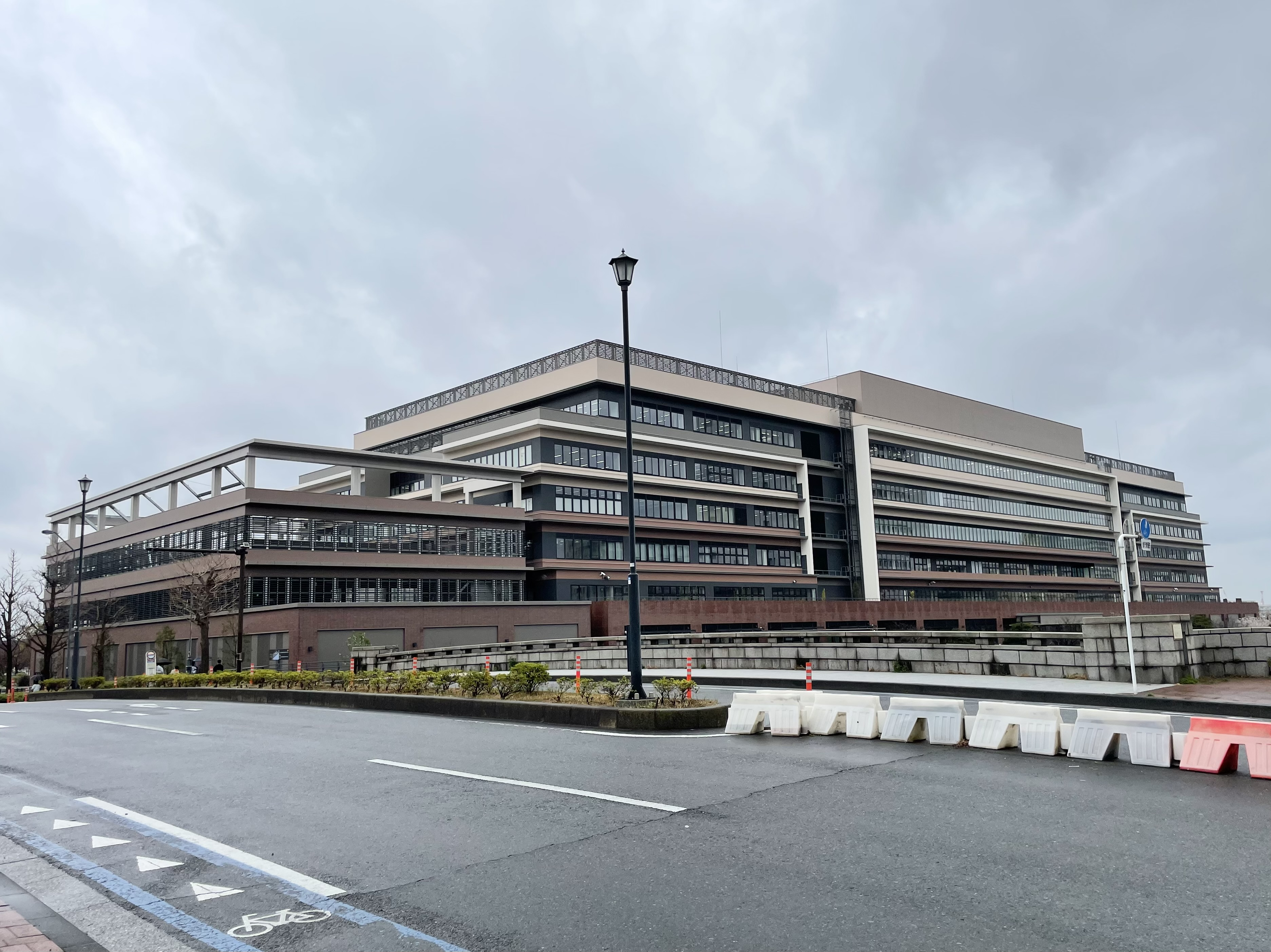
南西側からの外観 （竣工前の2023年3月撮影）
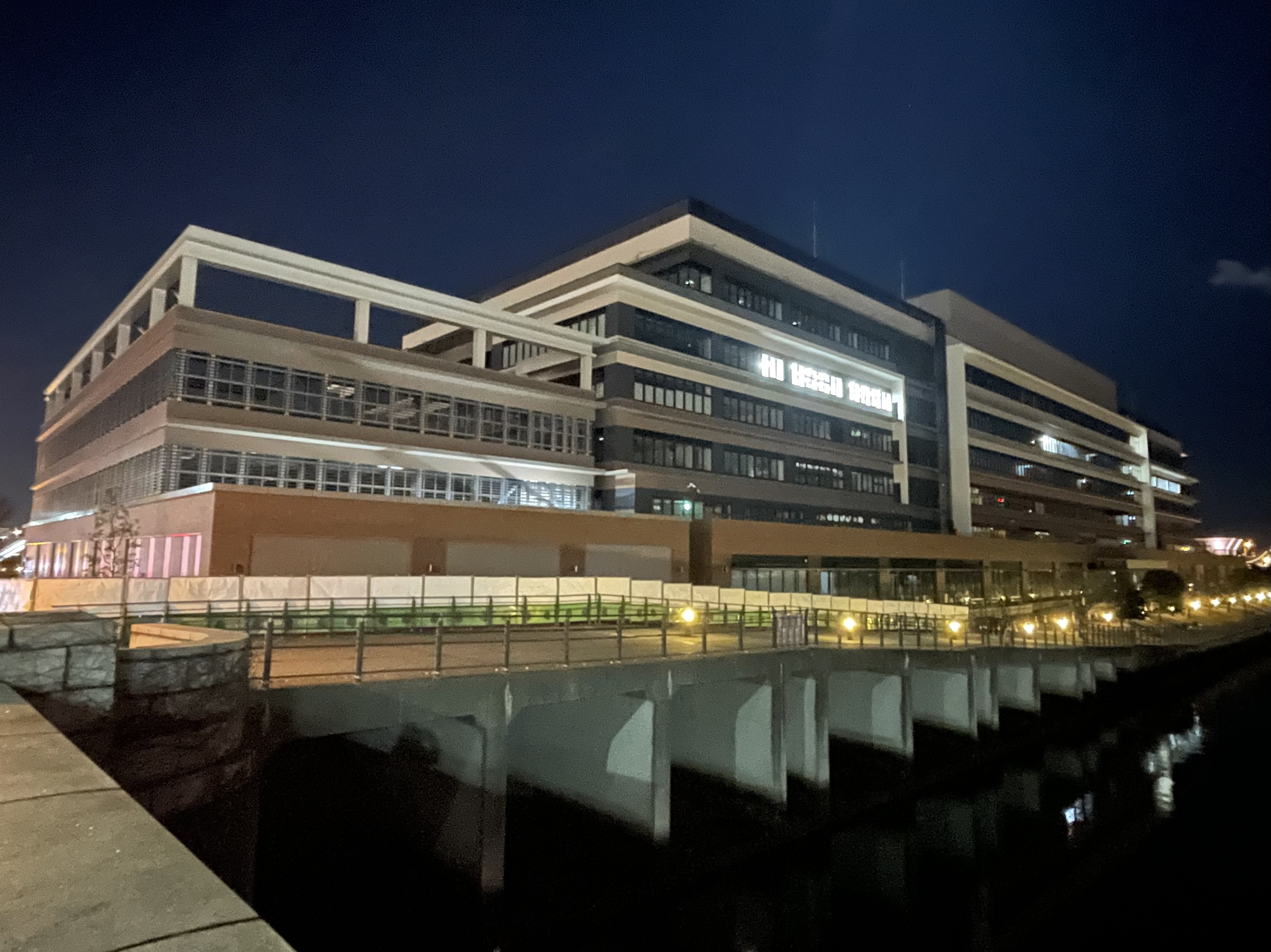
南西側からの日没後の外観 （竣工前の2023年2月撮影）
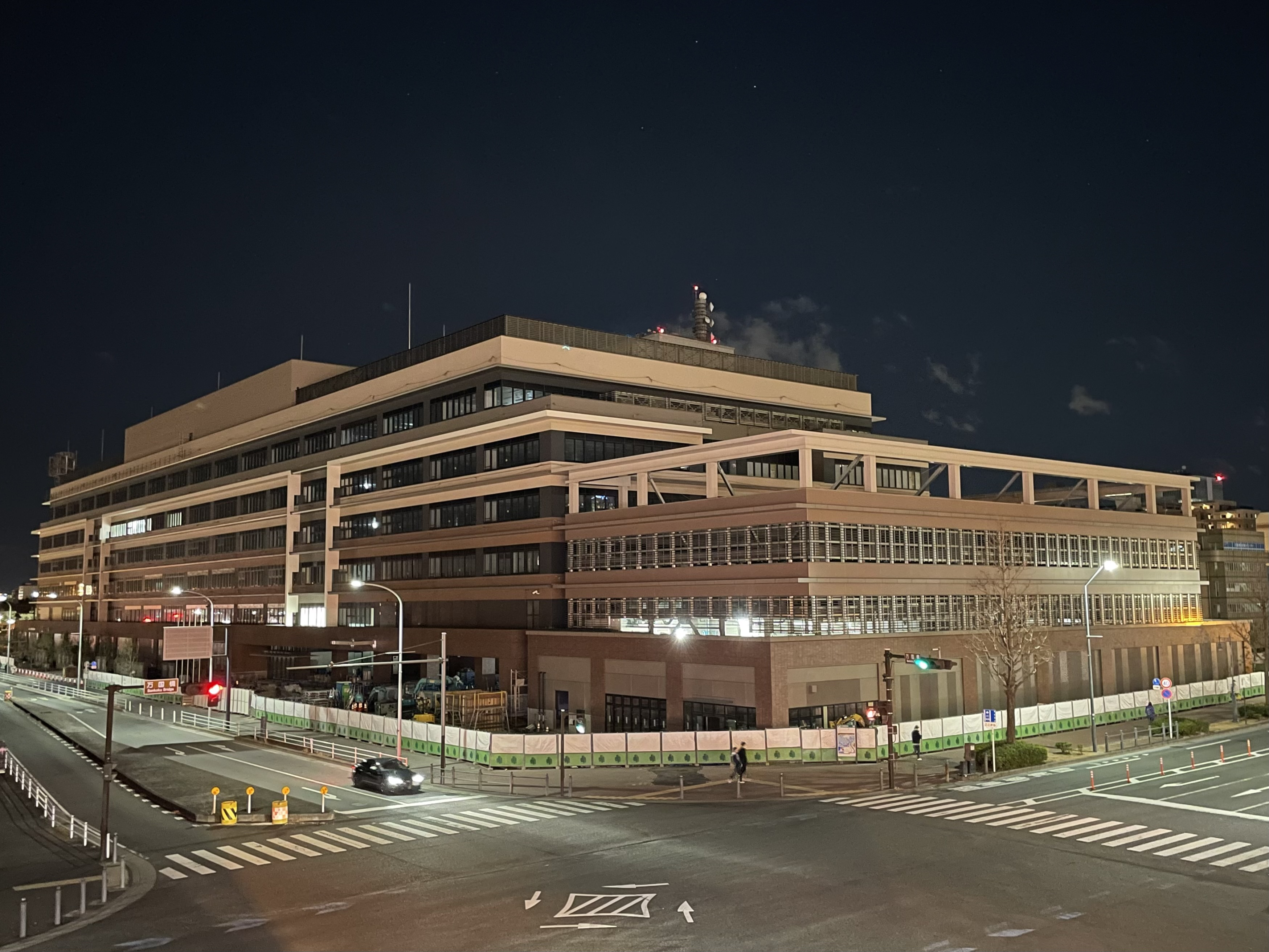
北西側からの日没後の外観 （竣工前の2023年2月撮影）
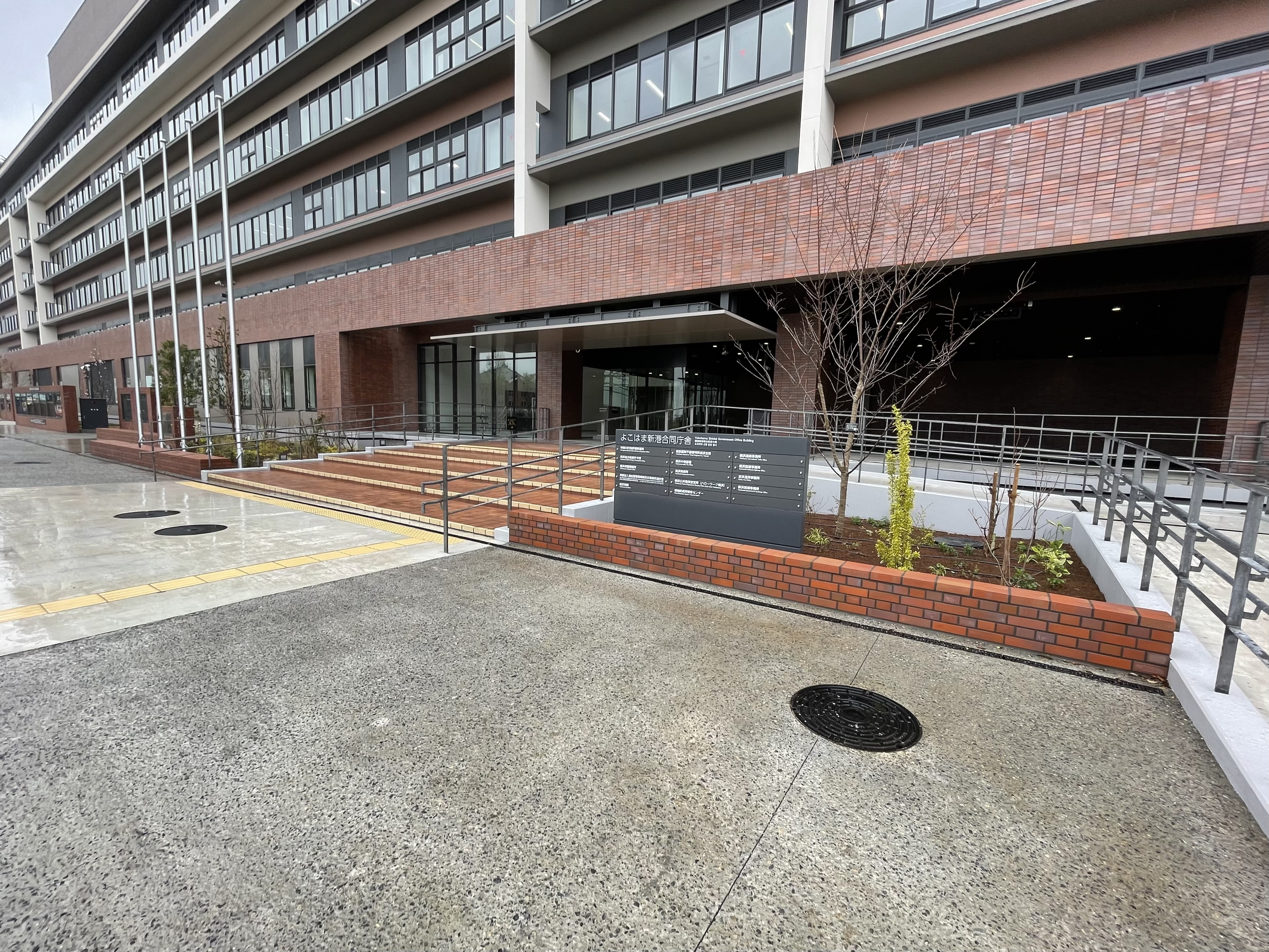
北側の正面入り口付近、入居官署の案内板が設置されている （竣工前の2023年3月撮影）

## 参考情報
- よこはま新港合同庁舎 完成/記事紙面〈アーカイブ〉 (PDF) （日刊建設工業新聞 2023年3月31日）